# Акт про союз (1840)
Акт про союз або Акт про унію (англ. Act of Union), початково як Акт про Британську Північну Америку (англ. British North America Act) — акт Парламенту Сполученого Королівства, прийнятий у липні 1840 року та проголошений 10 лютого 1841 року в Монреалі. Передбачав об'єднання британських колоній Верхньої та Нижньої Канади в єдину провінцію Канада.

## Передумови
У 1763 році за результатами Семирічної війни і внаслідок Паризького миру Велика Британія отримала від переможеної Франції її північноамериканські колонії, відомі як Нова Франція. Французьку колонію Канада було перетворено у провінцію Квебек. Більшість населення в колонії становили й надалі французи, проте для переселення туди лоялістів із новоутворених Сполучених Штатів Америки британська влада вдалася до поділу Квебеку на дві колонії — Верхню (англомовну) та Нижню (французьку) Канади.
У 1837—1838 роках в обох колоніях відбулися повстання. Основною причиною повстання була корупція серед колоніальних чиновників; повстанці боролися проти аристократичних угруповань Сімейного союзу та Кліки Шато у Верхній та Нижній Канадах відповідно, які тримали у своїх руках повноту влади. Попри проголошення незалежних республік Канади та Нижньої Канади, повстання були придушені. Проте британський уряд вирішив відправити до Канади лорда Дарема для розслідування причин повстання. У своєму звіті від 1839 року він рекомендував сформувати у Канаді відповідальний уряд, поділити британську юрисдикцію на місцеву й імперську та об'єднати Верхню й Нижню Канади в єдину колонію. Він вважав, що досягти миру в колоніях можна лише сформувавши англійську більшість об'єднанням Канади в єдину провінцію.

## Прийняття та положення Акту
У травні 1839 року лорд Расселл уніс на розгляд Парламенту Сполученого Королівства проєкт «Акту про возз'єднання провінцій Верхньої та Нижньої Канад та уряд Канади». Нижня палата, Палата громад, схвалила проєкт Акту, проте у верхній Палаті лордів він зустрів опір. Врешті-решт, у липні 1840 року Акт був прийнятий, а 23 липня королева Вікторія затвердила його, давши свою королівську згоду. 10 лютого 1841 року Акт проголосили в Монреалі.
За умовами Акту колонії Верхня і Нижня Канада були об'єднані в одну колонію, а їхні території стали називатися Західною та Східною Канадою відповідно. У Західній Канаді надалі зберігалося англійське цивільне право, а в Східній — французьке. Французьку мову виключили з офіційного вжитку. Було створено об'єднаний Парламент, що складався з виборних Законодавчих зборів та призначуваної Законодавчої ради. У виборних Законодавчих зборах обидві частини провінції — і Західна (450 тис. мешканців), і Східна (650 тис. мешканців) Канада — отримали по 42 місця. Борги обох колишніх колоній були об'єднані й приписані об'єднаній провінції Канади.

## Наслідки
Попри ухвалення Акту про союз, відповідальний уряд у Канаді запрацював не одразу. Генерал-губернатор Канади Чарльз Пулетт Томсон, 1-й барон Сайденгем, намагався забезпечити англійську більшість на виборах до Законодавчих зборах у 1841 році. Після його смерті того ж року посаду обійняв Чарльз Багот, якому 1842 року довелося допустити до Законодавчої ради двох опозиційних реформаторів — Роберта Болдвіна та Луї-Іпполіта Лафонтена.
За реформою 1848 року відповідальний уряд фактично був запроваджений, оскільки тоді контроль над формуванням уряду передали від генерал-губернатора до обраних Законодавчих зборів.

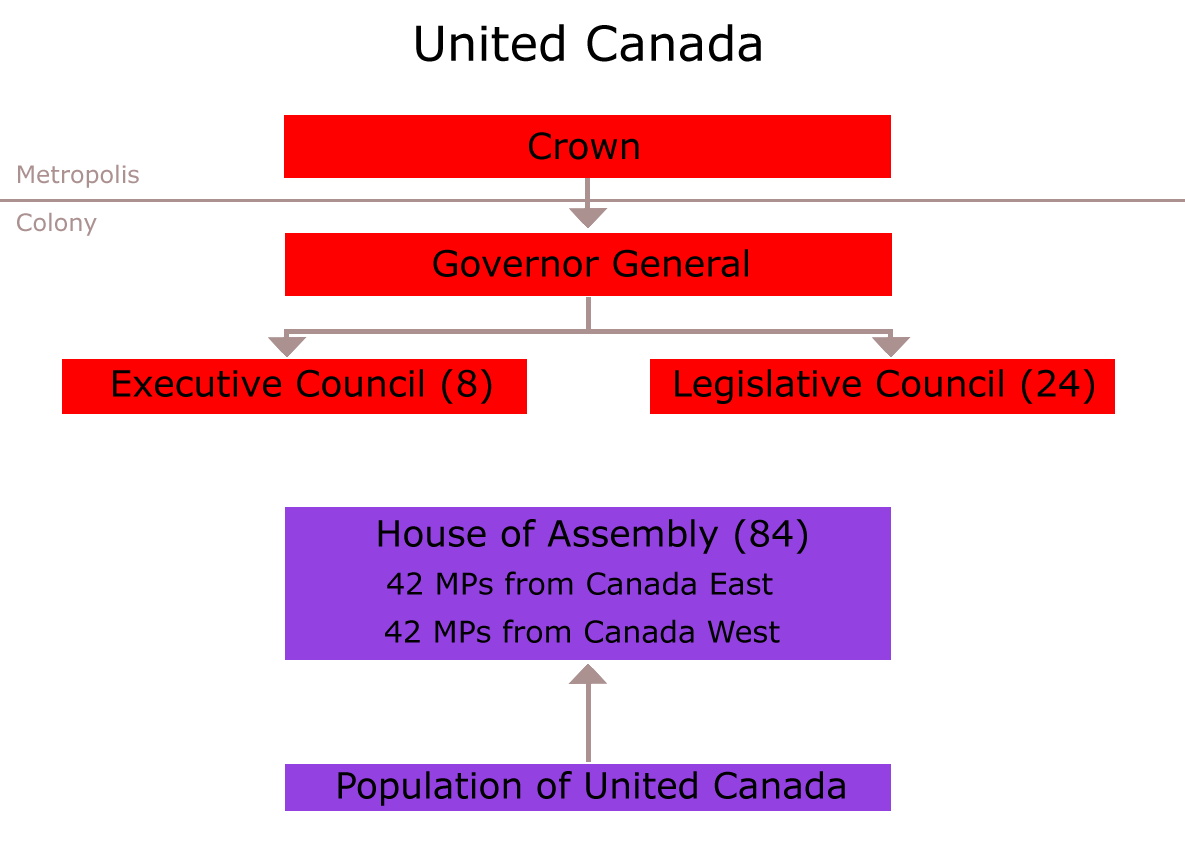
Система влади в Канаді в 1840 році
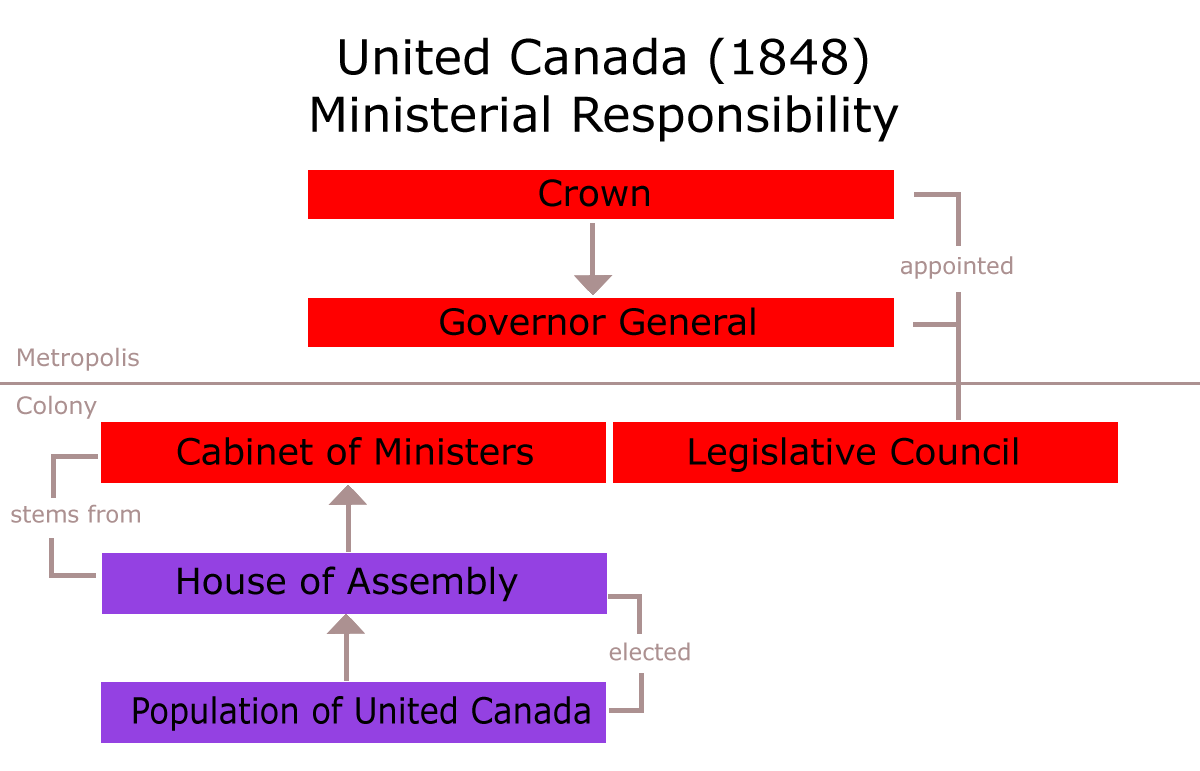
Система влади в Канаді в 1848 році

1867 року було прийнято Конституційний акт, за яким Канада перетворилася на конфедерацію.